# Parc Nacional Tierra del Fuego
El Parc Nacional Tierra del Fuego és un parc nacional argentí de 68.909 hectàrees situat a la província de Tierra del Fuego, Antàrtida, i Illes de l'Atlàntic sud, en l'extrem sud-oest de la porció argentina de l'illa Gran de Tierra del Fuego, a uns 12 km a l'oest de la ciutat d'Ushuaia. S'estén des de la serra d'Injoo Goiyin (o de Beauvior), al nord del llac Fagnano, fins a la costa del canal de Beagle al sud. La intendència del parc es troba a Ushuaia. És un dels pocs parcs nacionals argentins amb costes marines. El parc té pics què s'alternen amb valls, on hi ha rius i llacs originaris de glaceres.
Solament unes 2.000 ha del seu extrem meridional estan obertes al públic. La resta del parc té la catalogació de «reserva estricta».
Protegeix una porció de l'extrem austral de la serralada dels Andes, boscos fueguins, llacs glacials, i costes marines amb biodiversitat pertanyent a l'ecoregió marina: canals i fiords del sud de Xile.

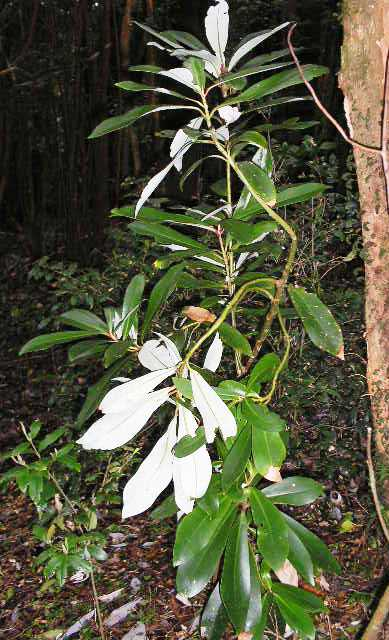
Canelo

## Història
El parc nacional Tierra del Fuego va ser creat el 25 de gener de 1946 mitjançant el decret núm. 2.524, però el 4 de setembre de 1947 va ser deixat sense efecte per decret núm. 26.933. Va ser definitivament creat el 30 de setembre de 1960 mitjançant la llei núm. 15.554. El decret núm. 2149/90 del 10 d'octubre de 1990 va designar un sector del parc nacional com a reserva natural estricta.

### Pobles originaris
S'ha determinat que l'àrea va ser ocupada parcialment per caçadors recol·lectors de les ètnies com la canoera yamana, i els selknam. Els cúmuls amb les restes dels musclos dels quals s'alimentaven encara són perfectament visibles en el sector de badia Lapataia.

## Organització i administració del parc
El parc es troba subdividit en zones, en cadascuna d'aquestes és regulat quines són les activitats permeses d'acord amb els objectius de preservació pautats. Del total de 63.000 ha que formen el parc, només una superfície de 2.000 ha està assignada a l'ús turístic, tenint la resta la categoria de reserva natural estricta.
El parc és administrat per l'Administració de Parcs Nacionals. Existeixen nombrosos guardaparcs situats en diferents punts del parc que fan complir les reglamentacions vigents pel que fa a les activitats permeses i no permeses al parc, i orienten els turistes i visitants que el recorren.

## Activitats turístiques i de recreació

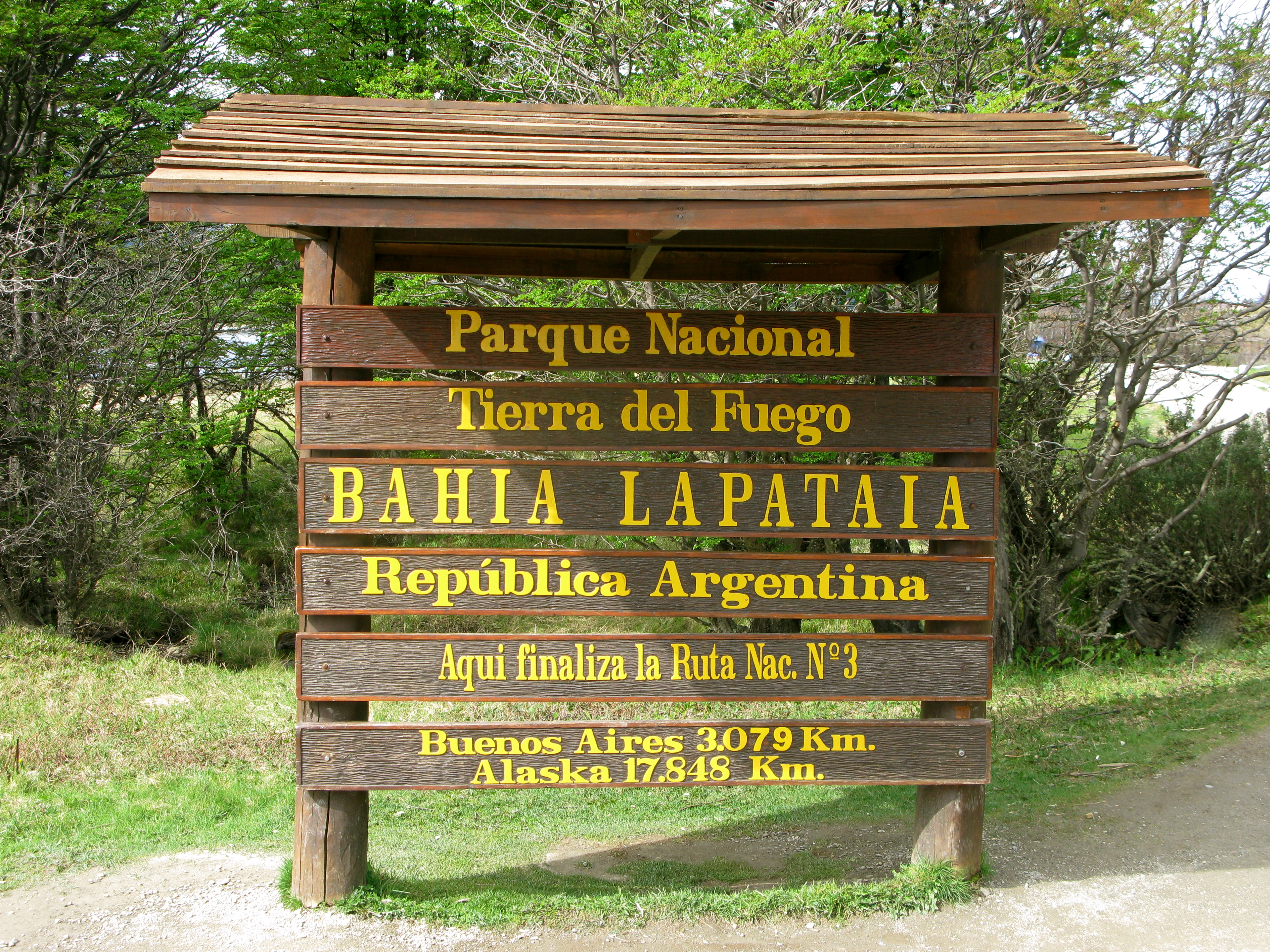
Cartell on finalitza la ruta nacional 3, Parc Nacional Tierra del Fuego

A l'estiu, prop de mil persones per dia visiten el parc nacional, accedint-hi de diverses maneres.

### Accessos

#### Accés vehicular
L'accés es realitza des de la ciutat d'Ushuaia, a uns 12 km a l'est del parc, a través de la ruta nacional 3. De fet aquesta ruta té, en el sector de badia Lapataia d'aquest parc nacional, el punt final del seu recorregut, el qual s'inicia a la llunyana ciutat de Buenos Aires.

#### Accés ferroviari
El mitjà de transport més típic perquè els visitants accedeixin al parc és el denominat tren de la Fi del Món, que surt de l'estació de la Fi del Món, 8 km a l'oest d'Ushuaia. Es tracta de la part final de la línia que unia el presidi d'Ushuaia amb els camps de treball situats en el que avui és el parc.

#### Accés marítim
També és possible accedir al parc embarcant en un catamarà, el qual uneix el port de la ciutat d'Ushuaia amb l'embarcador de badia Lapataia, navegant per les aigües del canal Beagle.

## Geografia de l'àrea protegida

### Clima

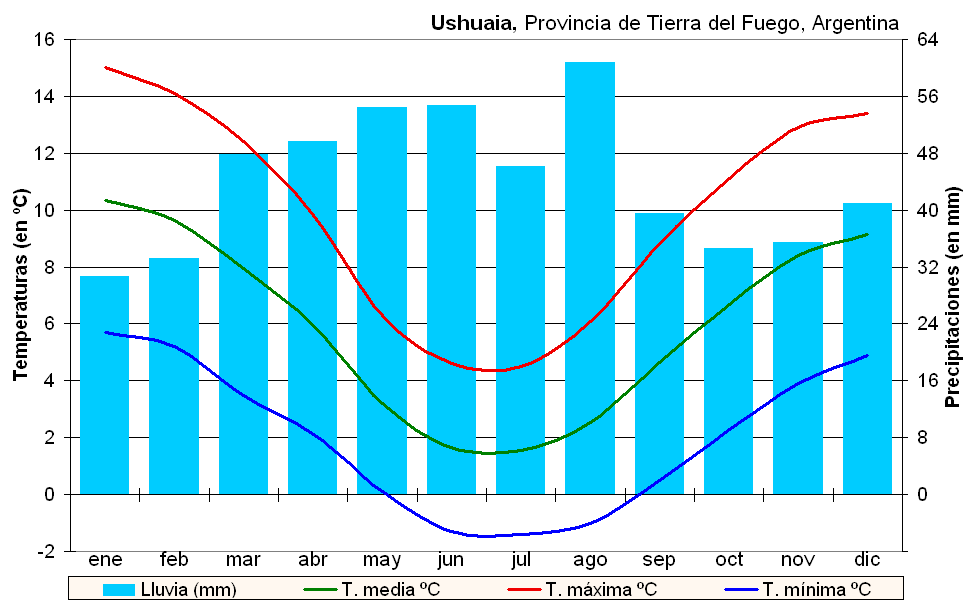
Climograma d'Ushuaia, ciutat propera al parc nacional

El clima del parc, segons els autors, pertany al subpolar oceànic, o al patagó humit. Malgrat que les temperatures són fredes tot l'any, té alts boscos magallànics. Té una temperatura mitjana anual de 5,7 °C i una escassa oscil·lació tèrmica anual, que va de -0,3 al juliol a 9,4 °C al gener; són estranyes les temperatures de més de 15 °C a l'estiu o menors a -8 °C a l'hivern. Els rècords de temperatures absolutes són 29,4 °C (desembre) i -25,1 °C (juliol). La persistència del fred fa que en ple estiu austral s'hagin registrat eventuals nevades, o temperatures de -6 °C. Les precipitacions, que a l'hivern solen ser en forma de neu, estan repartides equitativament al llarg de l'any sumant un total de 524 mm, però, si bé semblarien minses, a causa de la constant temperatura baixa són suficients per convertir-lo en un parc de clima humit; també ajuda l'alta mitjana de dies amb alguna precipitació -200 dies a l'any-, i és també alt el nombre de dies ennuvolats o bromosos. Forts vents des del quadrant oest, originats en el Pacífic, solen assotar les costes de l'àrea protegida, raó per la qual els arbres exposats a les tempestats creixen seguint la direcció del vent, la qual cosa fa que, per raó de la seva forma, siguin anomenats arbres bandera per la inclinació que són forçats a prendre.

### Geologia
La geologia de la zona del Parc Nacional Tierra del Fuego és el resultat d'una sèrie de processos de conformació i transformació que van tenir lloc al llarg de milions d'anys, en particular els processos que han modificat els estrats terrestres mitjançant fenòmens agrupats en la tectònica de plaques, han estat determinants en la conformació de la serralada dels Andes.
La zona va ser conformada per l'erosió durant l'última glaciació, existint diversos dipòsits de material i morrenes. Els llacs en la seva major part tenen costes conformades per còdols i sorres gruixudes, o plaques pètries de les muntanyes adjacents.

### Geomorfologia
La serralada dels Andes és l'encadenament més important del parc, que el travessa d'oest a est. Una altra cadena destacada és la serra d'Injoo Goiyin (o de Beauvior); i entre els turons, el de Guanaco, en el cordó del Toro, que té una altitud de 970 msnm.

### Hidrografia
Producte de les pluges i nevades que es registren a la zona, i del desglaç a l'estiu, el parc té un conjunt variat de llacs i llacunes. Des del cim de les muntanyes neixen infinits rierols i rius que són alimentats pel desglaç primaveral, i que desemboquen en els llacs que es troben al parc o directament en les costes del canal Beagle.
El llac de major extensió és el Kami (abans anomenat llac Fagnano), en el sector nord del parc, encara que el més visitat és el llac Acigami (abans anomenat llac Roca), tallat de nord a sud pel límit fronterer amb Xile. Entre els rius més destacats, es troba el riu Ajej (abans anomenat riu Pipo).

### Morfologia costanera
Les costes marítimes del parc són un dels seus majors atractius, ja que són retallades, abruptes, contornejades per senders que permeten accedir a punts panoràmics situats en els sectors més impactants del litoral marí. Completen el panorama costaner nombroses illes, especialment en la badia Lapataia, sens dubte és aquesta última la major atracció de les seves riberes.

## Biodiversitat

### Fauna andina
L'animal que més clarament s'associa amb la zona és el còndor andí, les ales del qual tenen una envergadura de fins a 3,3 m. També es troben bandades de guanacs, es tracta d'un camèlid summament àgil i veloç; és el mamífer terrestre més gran del parc, arriba a mesurar fins a 1,10 m d'alçada; està revestit per un pelatge doble i gruix que el protegeix.

### Fauna forestal

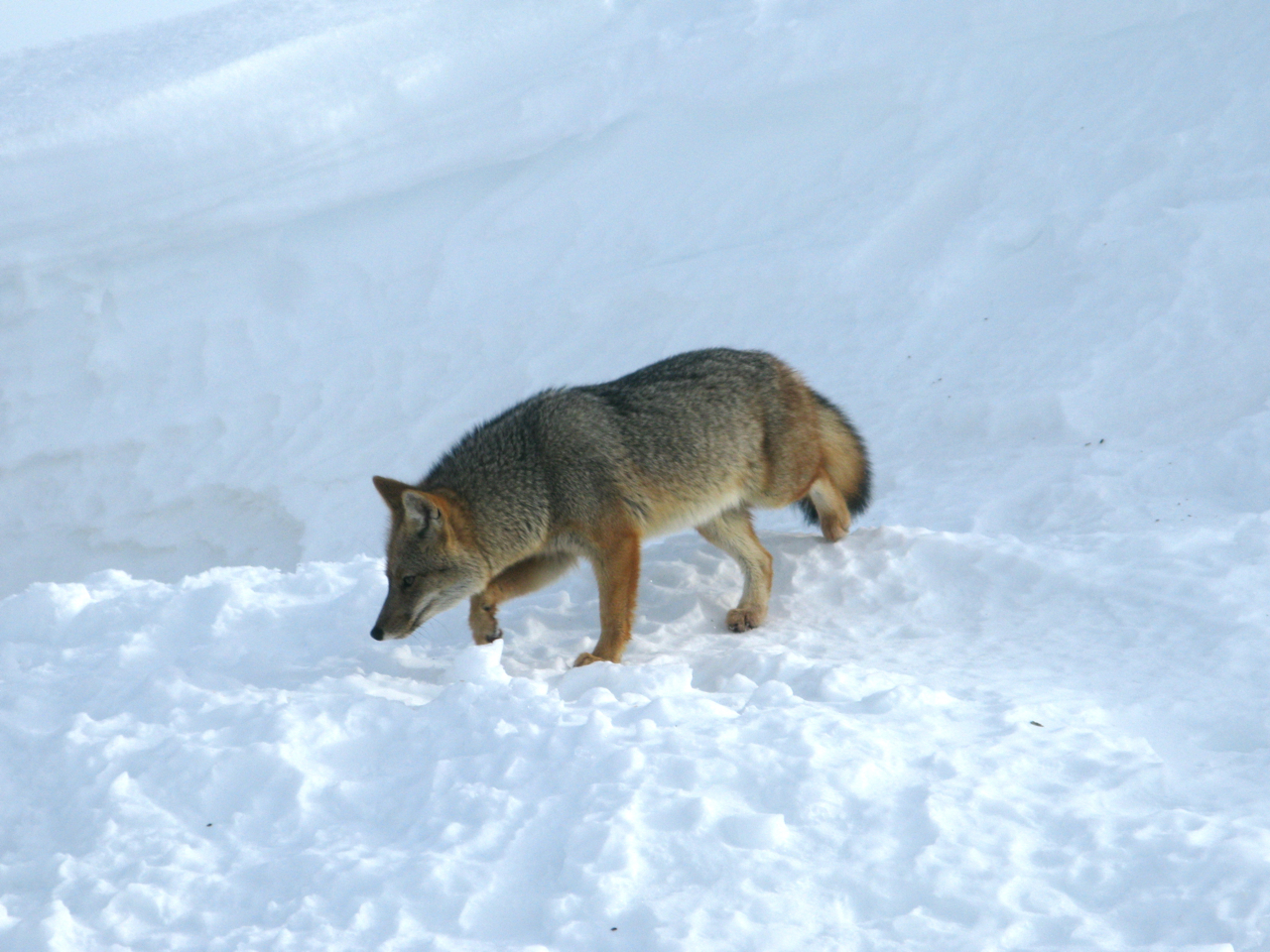
Guineu acolorida fueguina

En els boscos es poden veure el fringilo patagó, Aphrastura spinicauda, la cotorra austral o cachaña, el picots patagons amb el seu cos negre i cap vermell, turdus, i el Troquilí més austral del món: el colibrí robí de plomatge brillant. Per la seva banda, el Caragolet comú americà viu en el sotabosc, desplaçant-se amb petits salts o mitjançant vols curts.
Un curiós habitant del parc és la raça més gran (endèmica de l'illa) de la guineu andina, que es distingeix pel cap i potes vermelloses, llom gris retallat de negre amb ventre i coll blancs; habita en els boscos caducifolis, encara que s'aproxima a àrees de càmping a la recerca d'aliment.

### Fauna dels prats oberts
En els pasturatges curts, mallines, descampats humits, i llocs oberts propers als camins, és possible observar una important varietat d'aus que inclouen la remolinera patagona,
l'Ibis de cara negra, la Fredeluga xilena i cauquenes.
En talaies elevades s'observen aures i aguilons.
Donat el clima fred no existeix una gran abundància d'insectes. Durant l'estiu només causen alguna molèstia uns pocs tàvecs.

### Fauna aquàtica d'aigua dolça
En ambients lacustres retirats, en zones de vegetació espessa, viu una rara espècie de llúdria nativa anomenada llúdria de Xile, que es troba en perill d'extinció. S'alimenta de petits peixos i mol·luscs.
En els rierols és factible observar el Megaceryle torquata, mentre espera pacientment la seva pesca.
Entre la fauna ictícola nadiua dels llacs del parc destaca el Galaxias maculatus.

### Fauna marina
Les seves costes pertanyen a l'ecoregió canals i fiords del sud de Xile. En aquestes la fauna marina és abundant, amb presència d'aus com el cormorà de coll negre, l'ostrer austral, pingüins magallànics, petreles, gavines cuineres, gavines australs cormorans imperials, ànecs vapor del Pacífic, oca caranca o cauquenes de mar, mamífers com llops marins i Ós marí sud-americà, llúdries marines, i tonines. 
Les seves aigües són riques en peixos, i diversos invertebrats com musclos, cholgas i altres mol·luscs, i crustacis com els centollons i especialment la centolla patagona, de carn famosa pel seu delicat sabor, que constitueix el plat culinari típic de la comarca.

### Animals exòtics

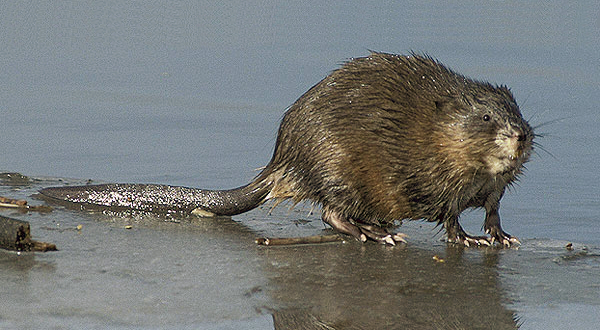
Rata mesquera, una de les espècies foranes a l'àrea protegida

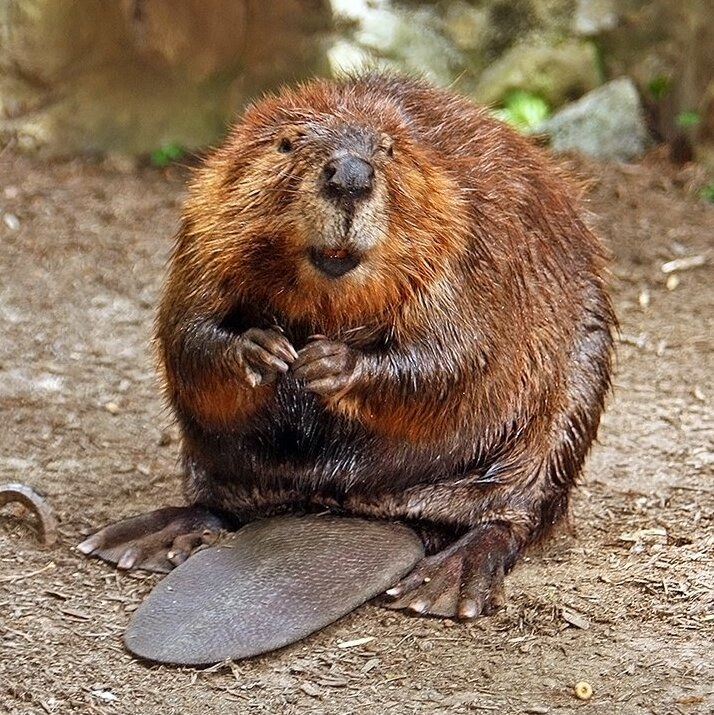
El castor americà, l'espècie forana que més problemes causa a l'àrea protegida

Durant el segle xx, es van introduir a l'illa i s'han aclimatat en forma excel·lent exemplars de fauna de l'hemisferi nord, tals com la rata mesquera, el conill, i el castor americà; les dues últimes espècies causen seriosos trastorns en aquest parc nacional. La introducció de truites exòtiques va resultar summament perjudicial per als peixos natius, que van ser predats per aquestes espècies. Els llacs i llacunes del parc tenen una població de salmònids destacable. L'espècie més important és la truita arc de Sant Martí. La pesca està reglamentada al parc.

### Flora

#### Muntanya andina
La zona denominada muntanya andina se situa per sobre de la cota de 500 msnm, on ja no es troben boscos, corresponent a la zona superior dels turons. La zona està caracteritzada per massissos rocosos, extensions de pedres soltes (pedrers) entremesclades amb sorres, i petites prades aïllades a les valls d'alta muntanya, a la zona on conflueixen els rierols que alimenta el desglaç.
Les condicions ambientals són molt rigoroses, estant la zona exposada a nevades i torbs al llarg de tot l'any, i la humitat és reduïda. L'exposició als forts vents que bufen en forma contínua des de l'oest i la radiació solar contribueixen a fer un medi bastant inhòspit. La zona roman coberta per una capa de neu des de la tardor fins a la primavera; a major altura també hi ha neus eternes.
Per tot això la vegetació és de poca alçada, i es desenvolupa principalment en fondalades o zones que ofereixen resguard enfront de les condicions climàtiques. És durant el període de desembre a març quan la vegetació existent recupera energies per fer front a les dures condicions que prevalen la resta de l'any, i és quan la vegetació ofereix vistoses flors que competeixen per l'atenció del caminant. Les petites prades es desenvolupen amb presència d'espècies de Fulla, molses, i gramínies. Així mateix sobre les roques es desenvolupen líquens de vistosos colors.
Ja en zones de menor alçada es troben boscos de Nothofagus pumilio, 'rabassudes', ja que per l'acció de la càrrega de la neu sobre aquestes la seva altura no excedeix els 2 a 3 m.

#### Bosc magallànic

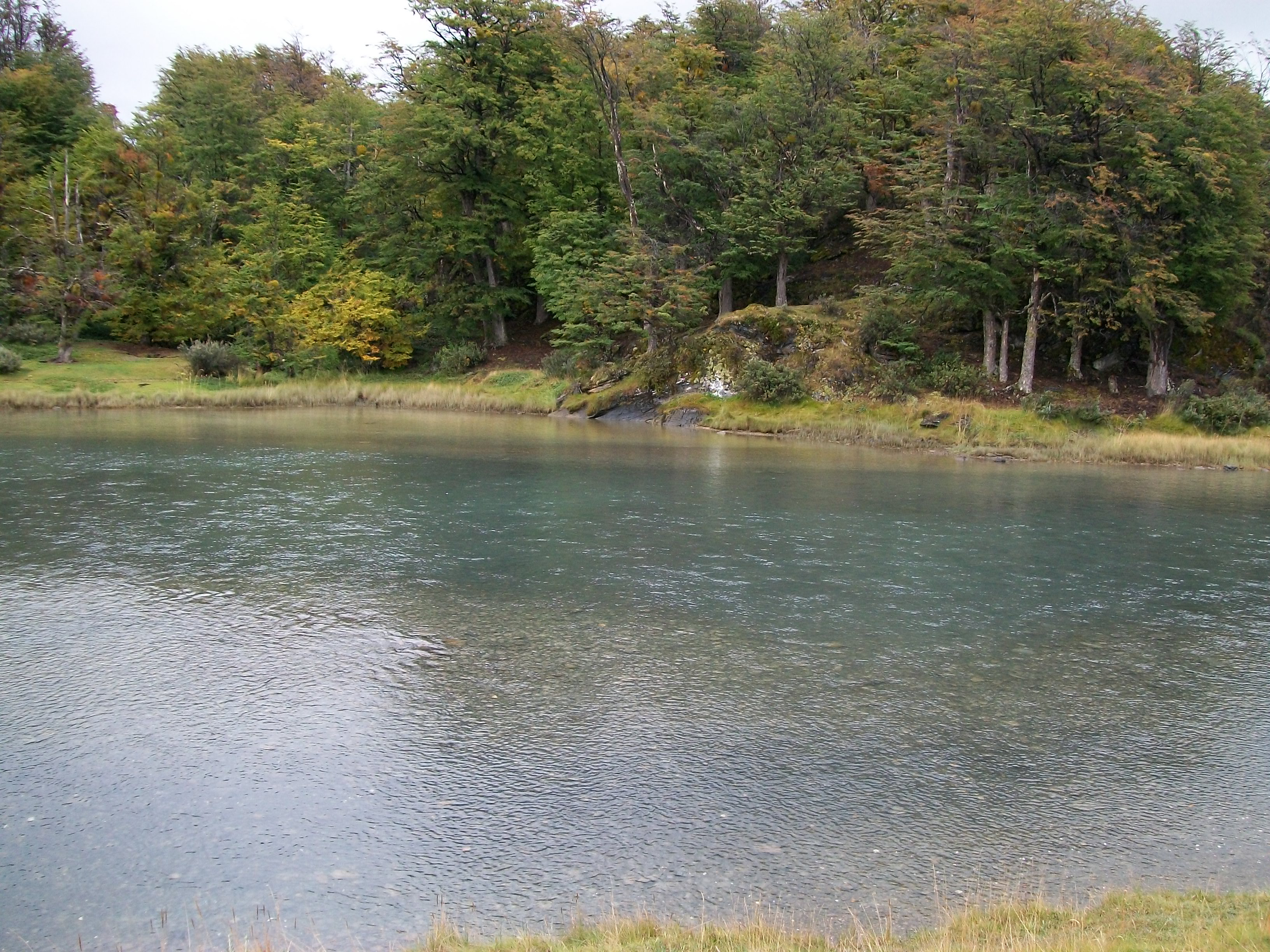
Vista del bosc

El bosc comença des del nivell del mar i arriba als 450 m d'altitud. És el bosc magallànic. Les poblacions representades són: el bosc caducifoli amb predomini de les seves espècies característiques, que són la lenga, i el Nothofagus antarctica i, en sectors més humits i protegits dels vents: el bosc sempre verd de Nothofagus betuloides o guindo, canelo, Maytenus magellanica, i notro, juntament amb matolls de chilco o aljaba, michay, calafate, mata negra, i tundra magallànica en àrees de drenatge pobre. En el sotabosc es poden trobar algunes delicades espècies d'orquídies, i falgueres.

#### Vegetació marina
Les aigües que banyen les costes d'aquest parc són notables per contenir boscos submergits de cachiyuyos gegants, una alga marró d'enormes proporcions, la qual sosté una rica biodiversitat marina.

## Galeria

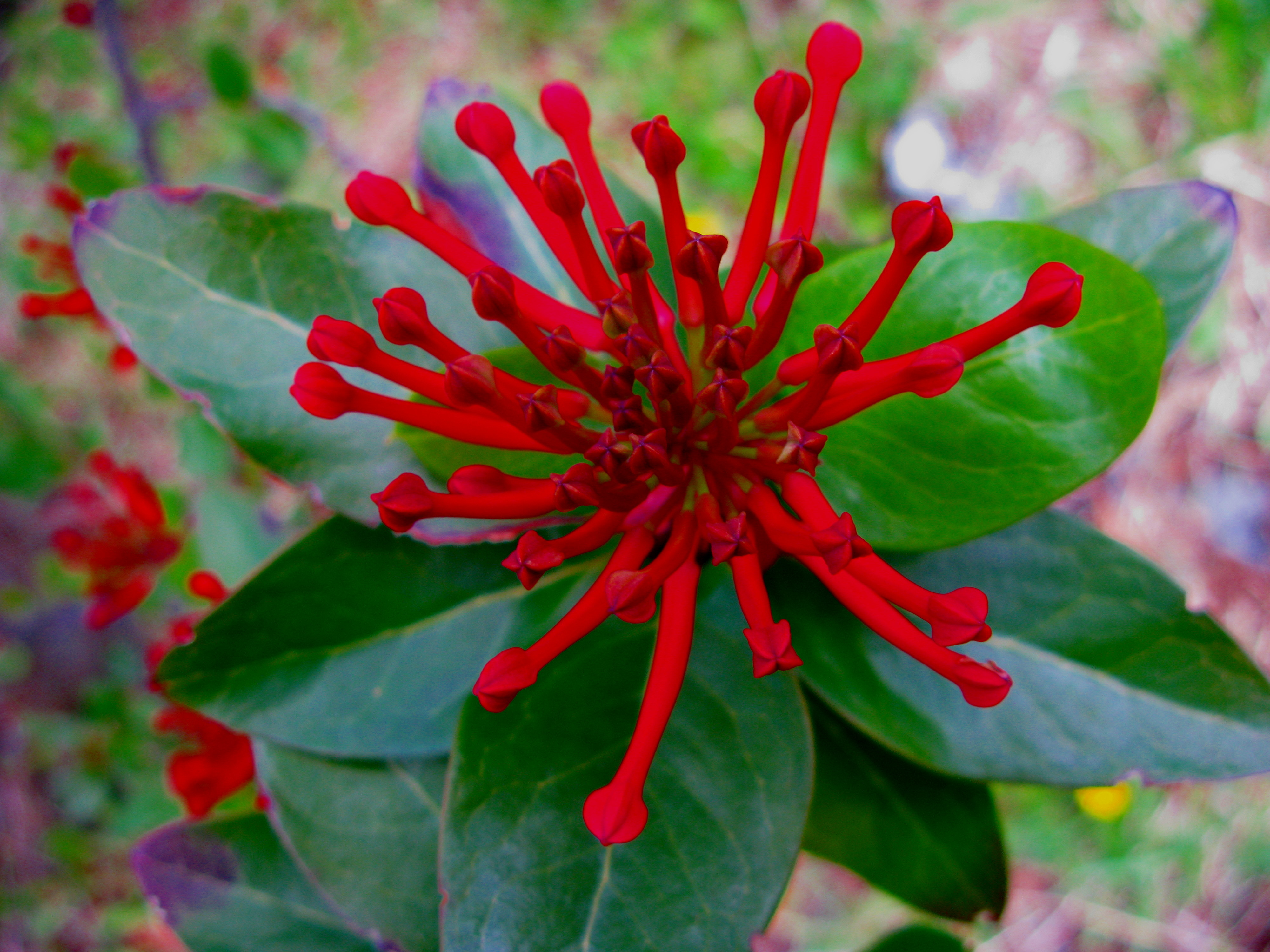
Flor de notro
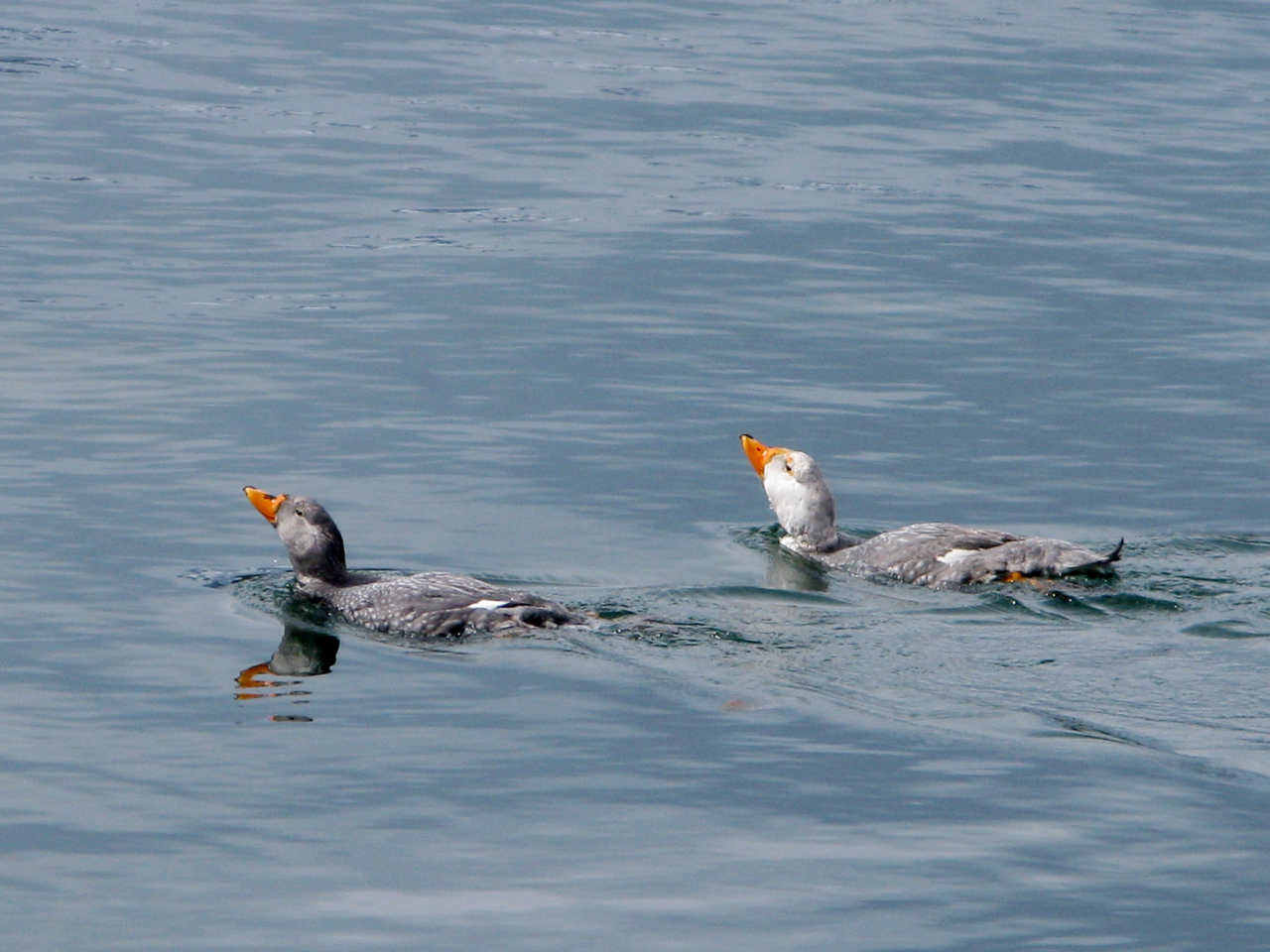
Parella d'ànec vapor del Pacífic en la costa del parc nacional
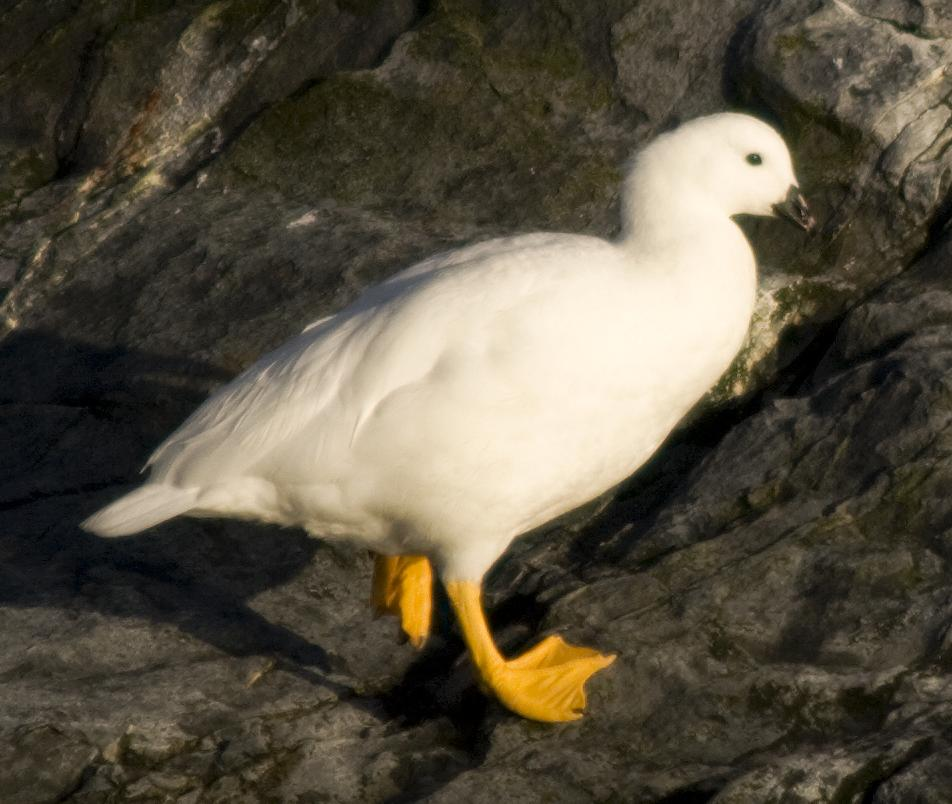
Caranca o cauquén de mar
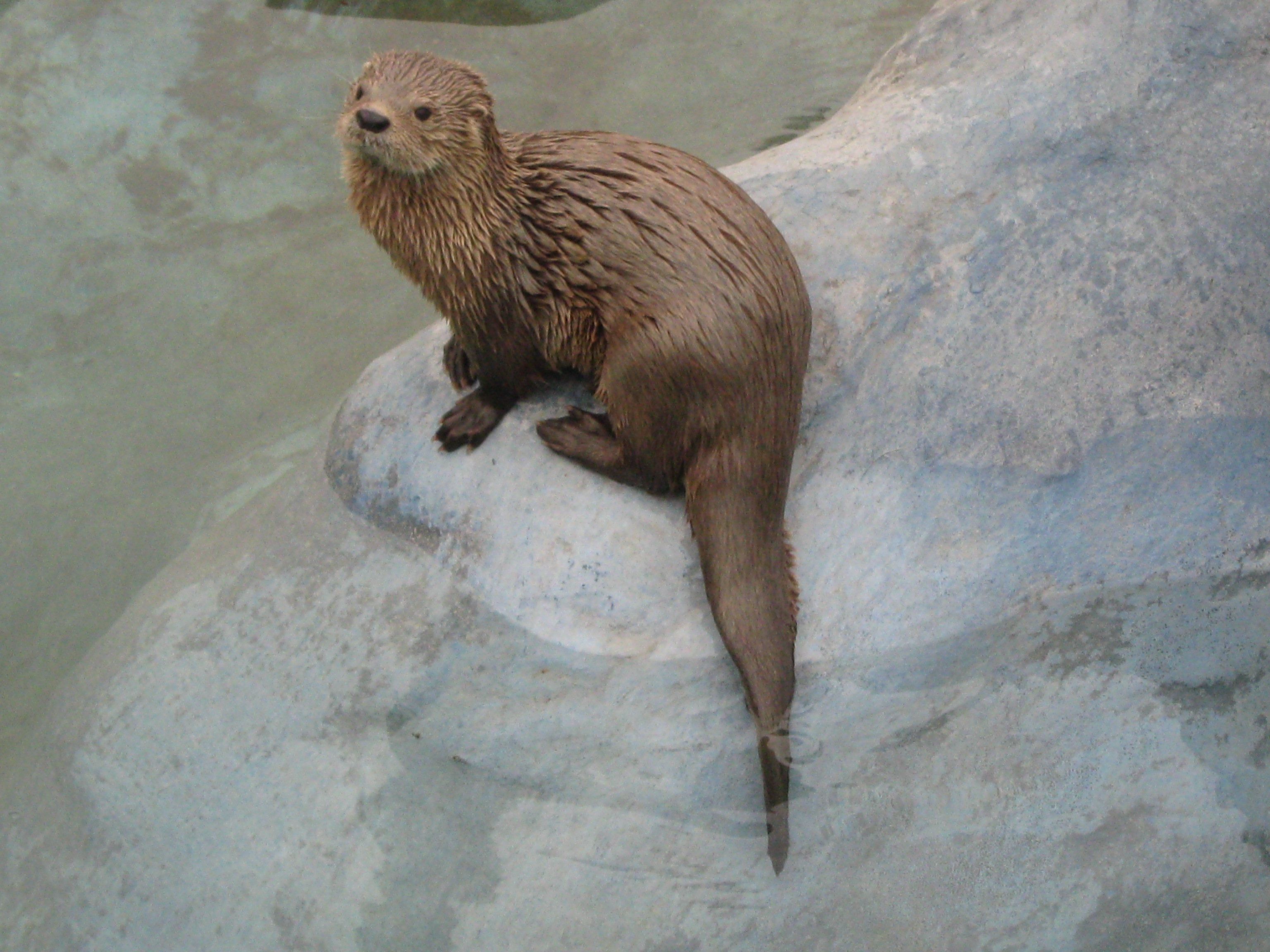
Chungungo
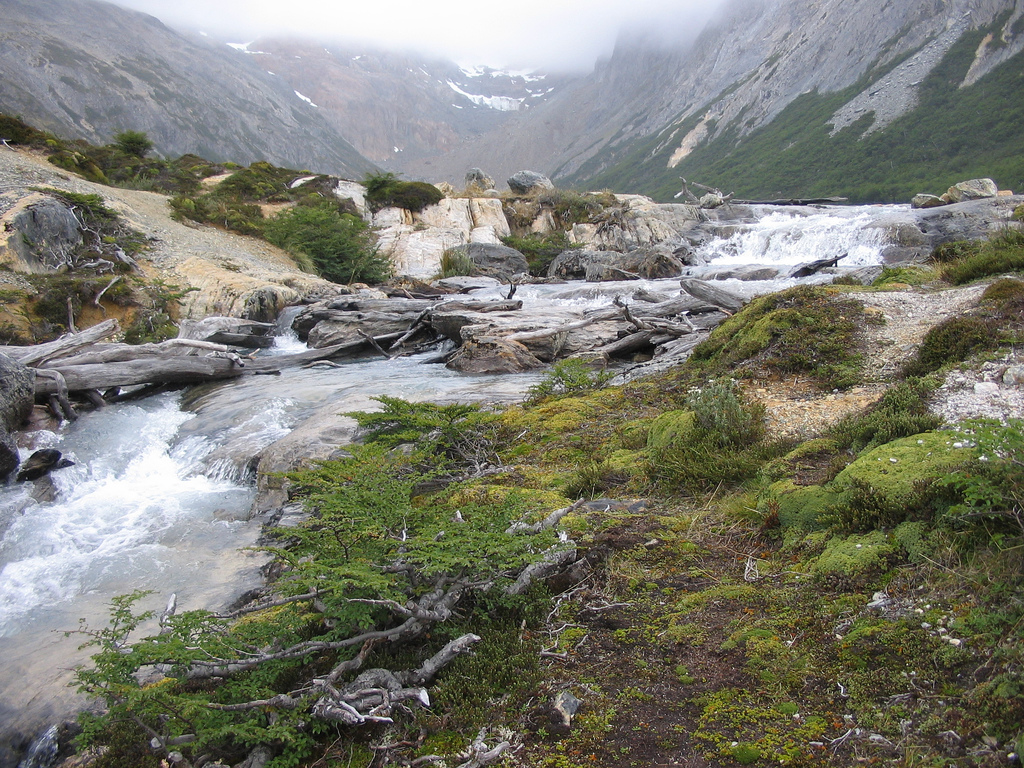
Per les senderes del parc
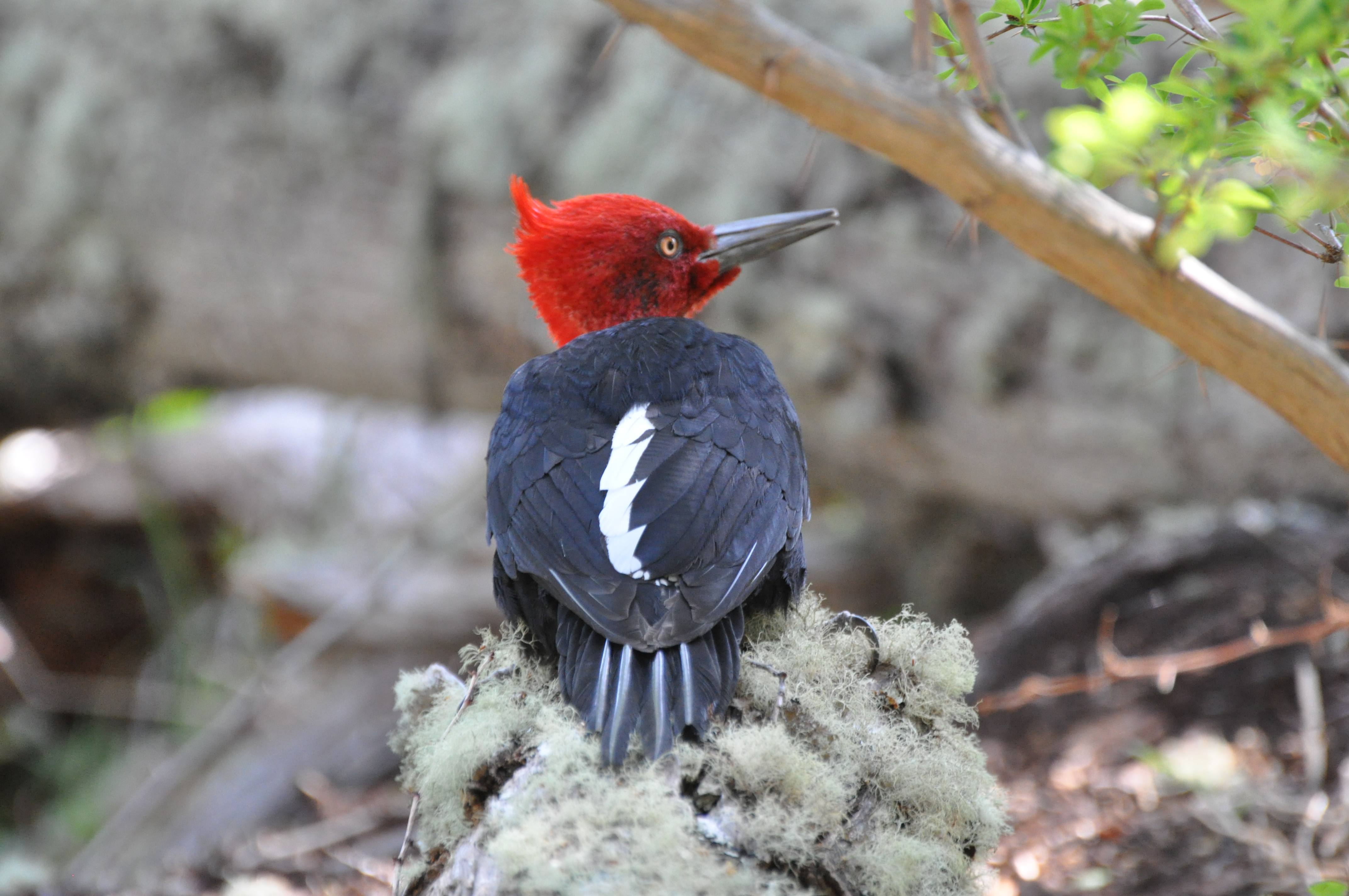
Fuster negre patagó
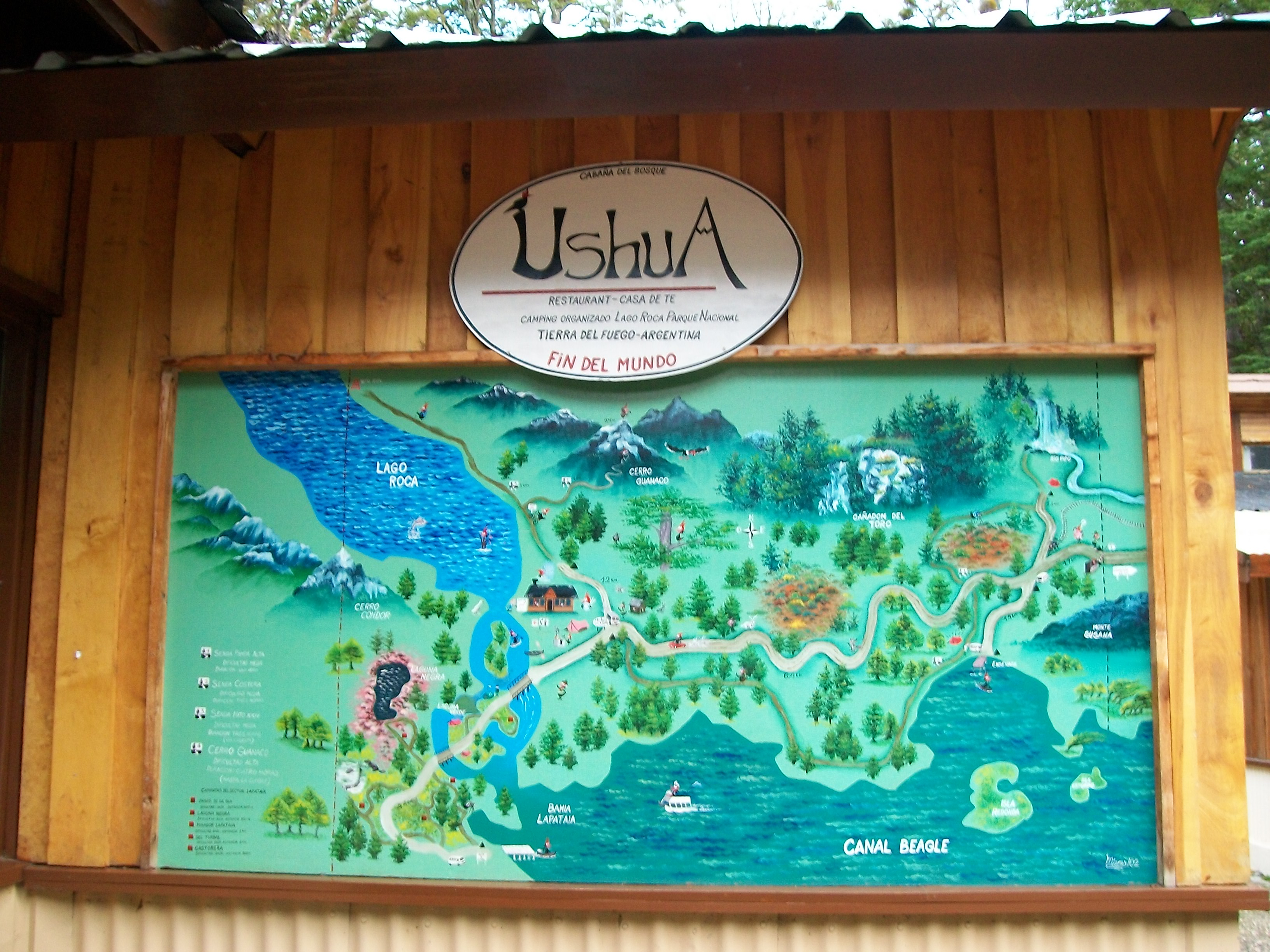
Quadre amb mapa de la zona sud del parc
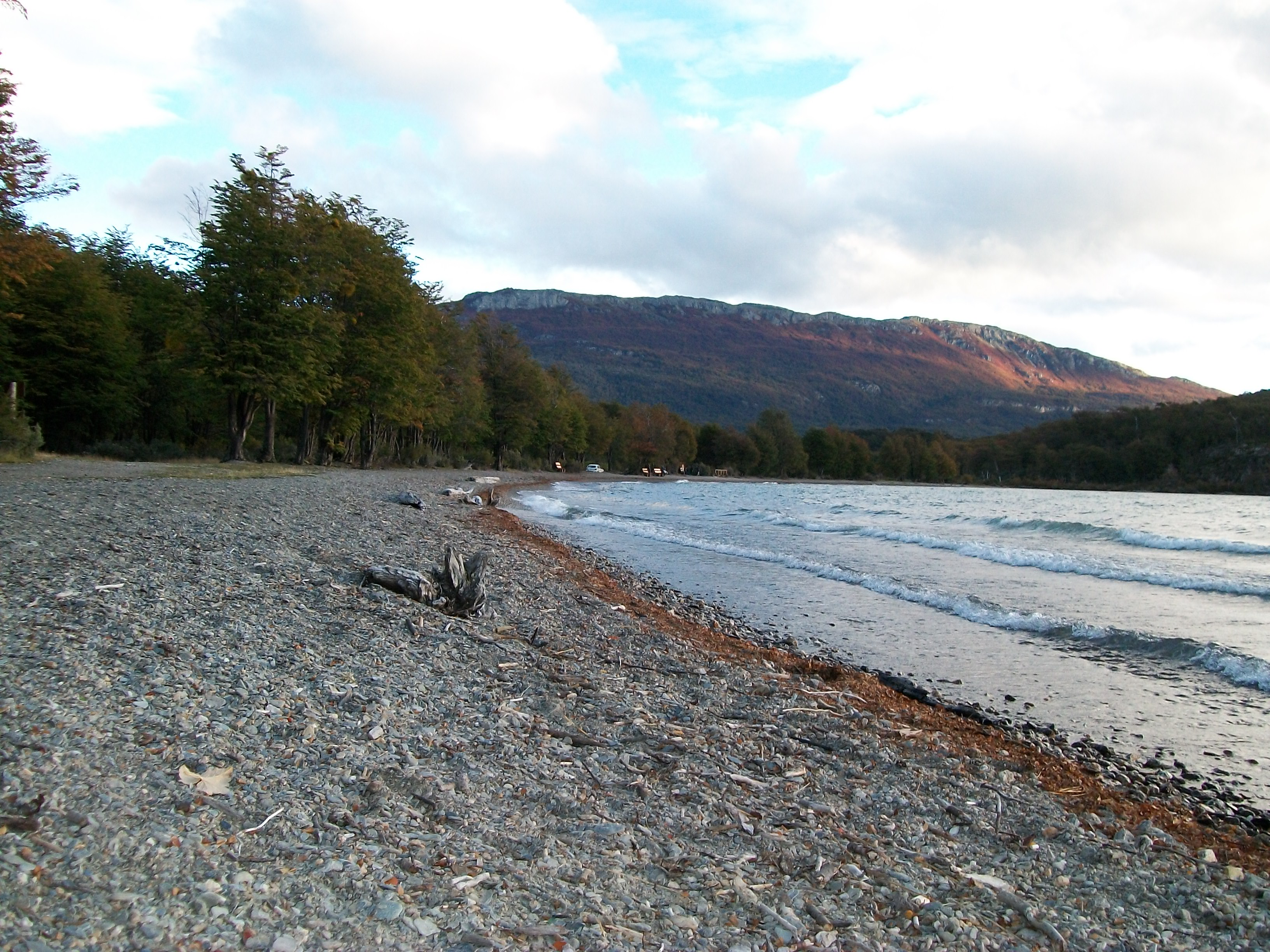
Vista del llac Roca
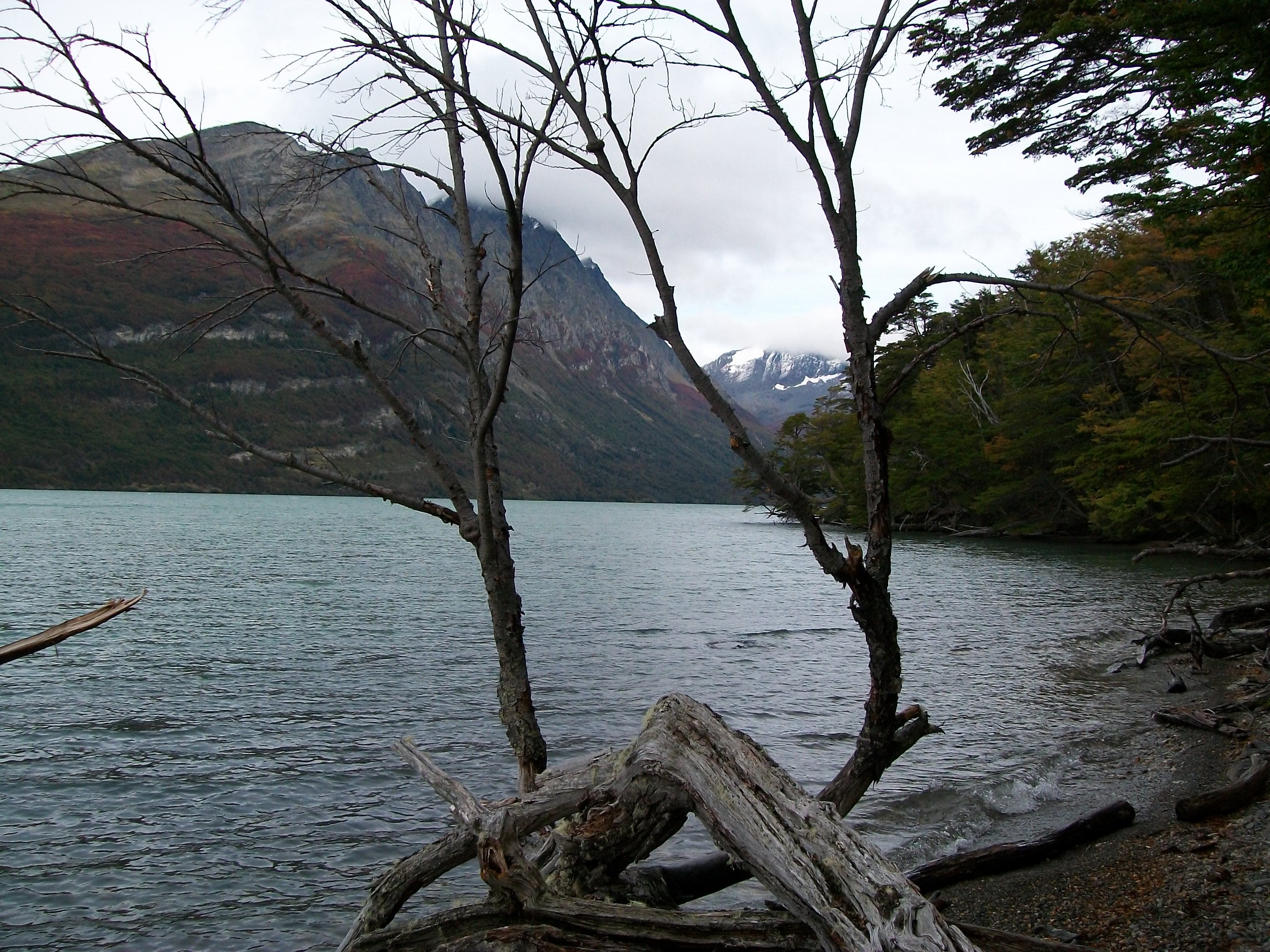
Vista del llac Roca
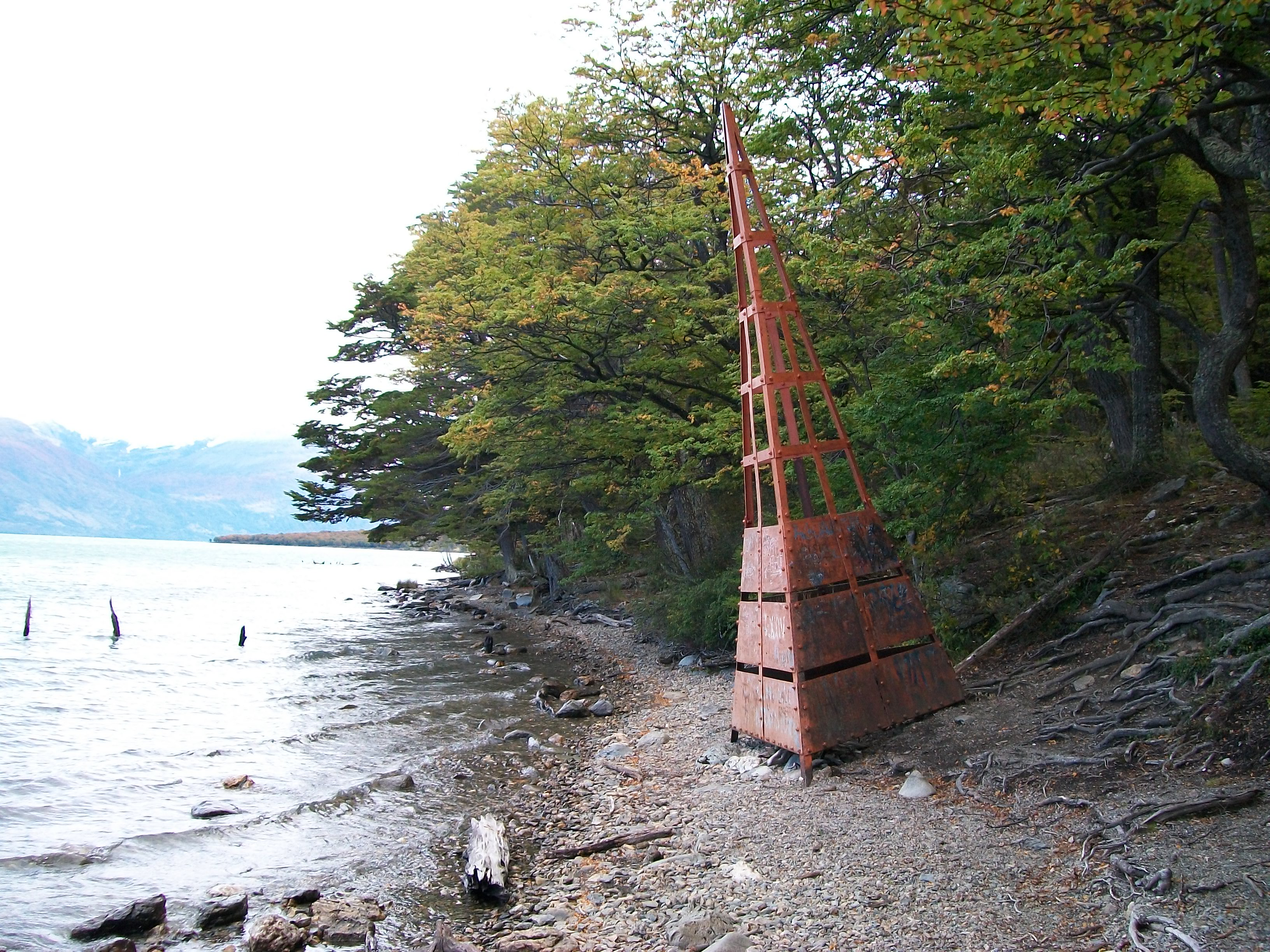
Fita XXIV - límit amb Xile - llac Roca
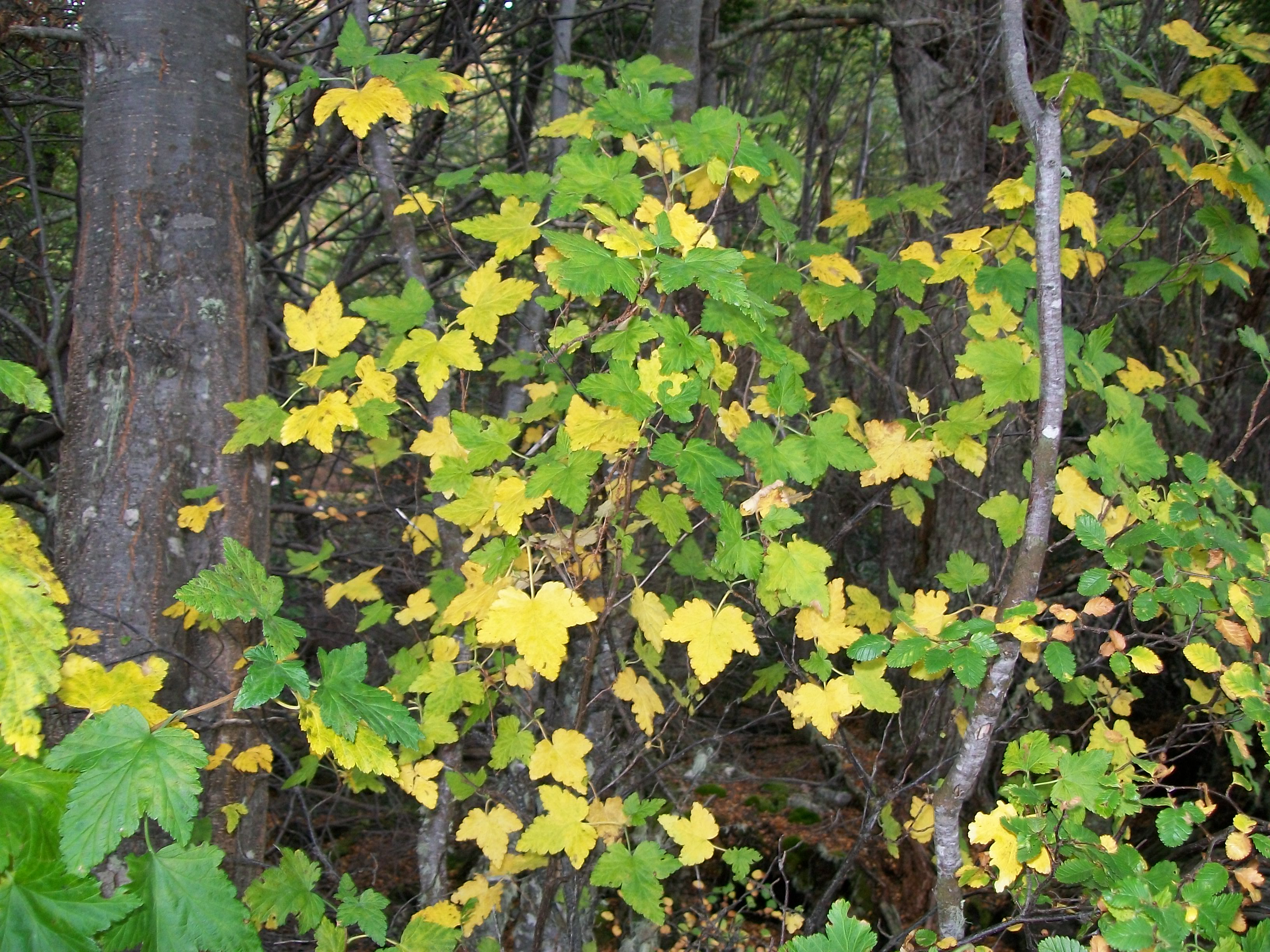
Vista del bosc
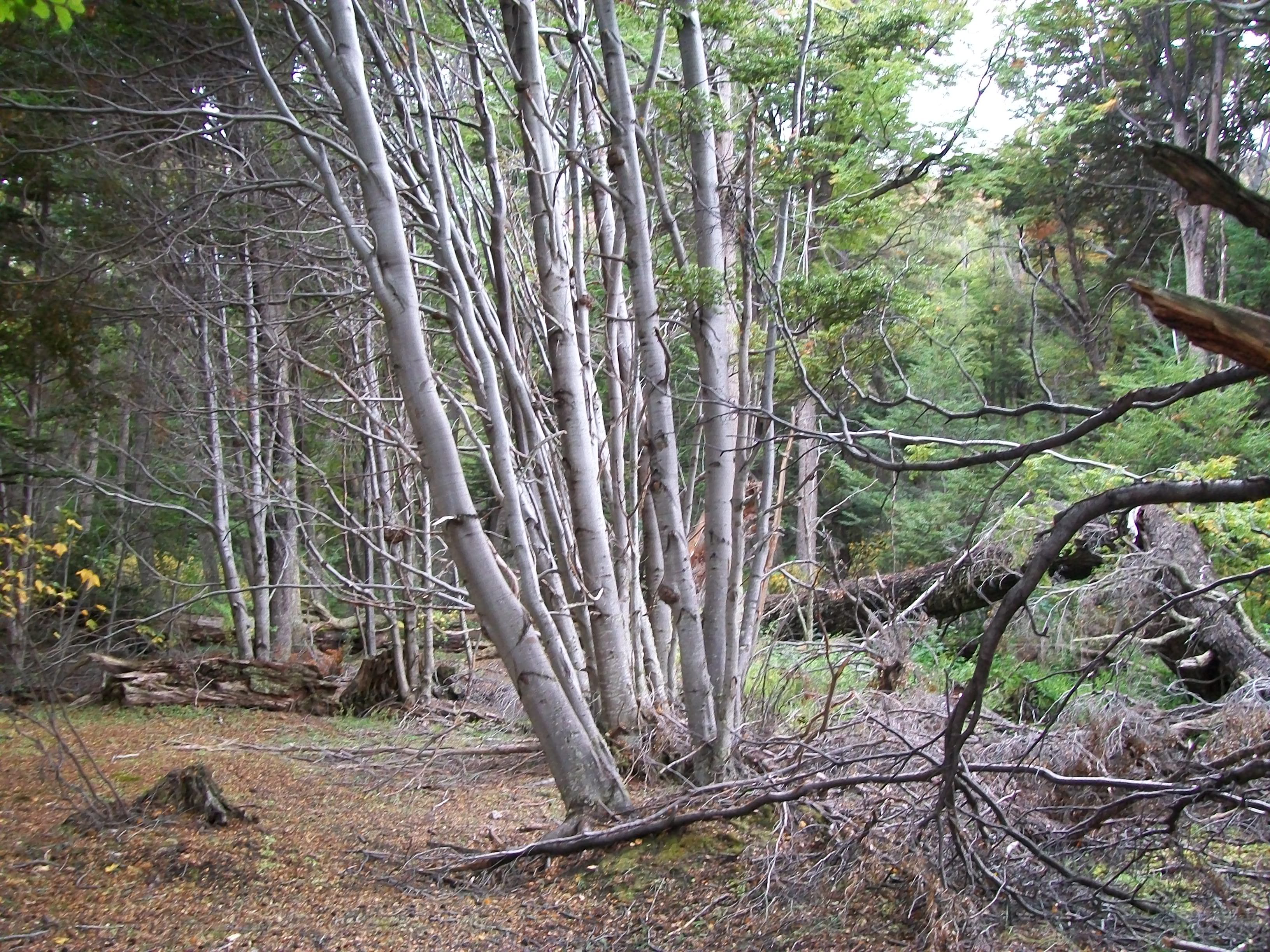
Vista del bosc
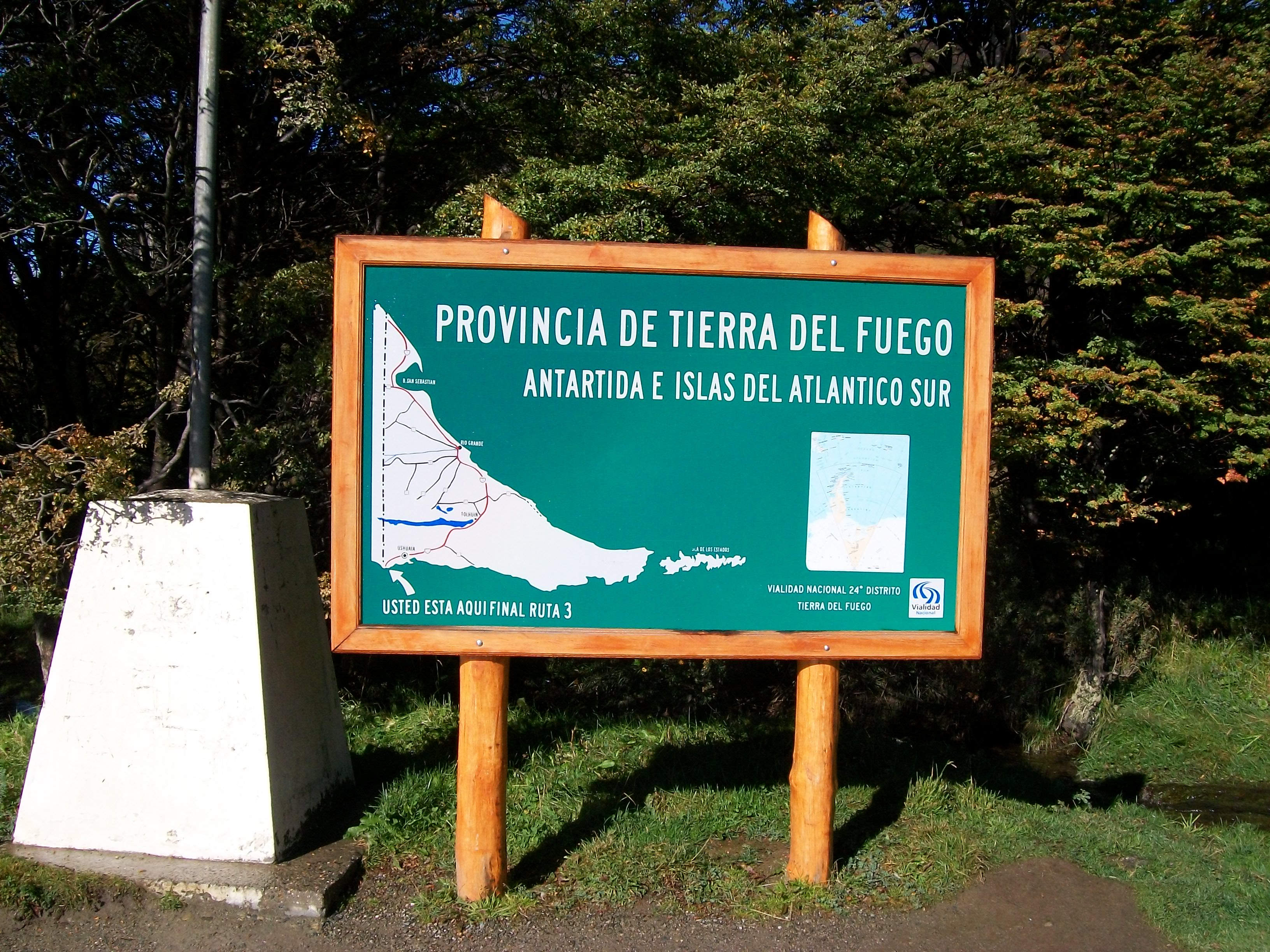
Cartell d'ubicació
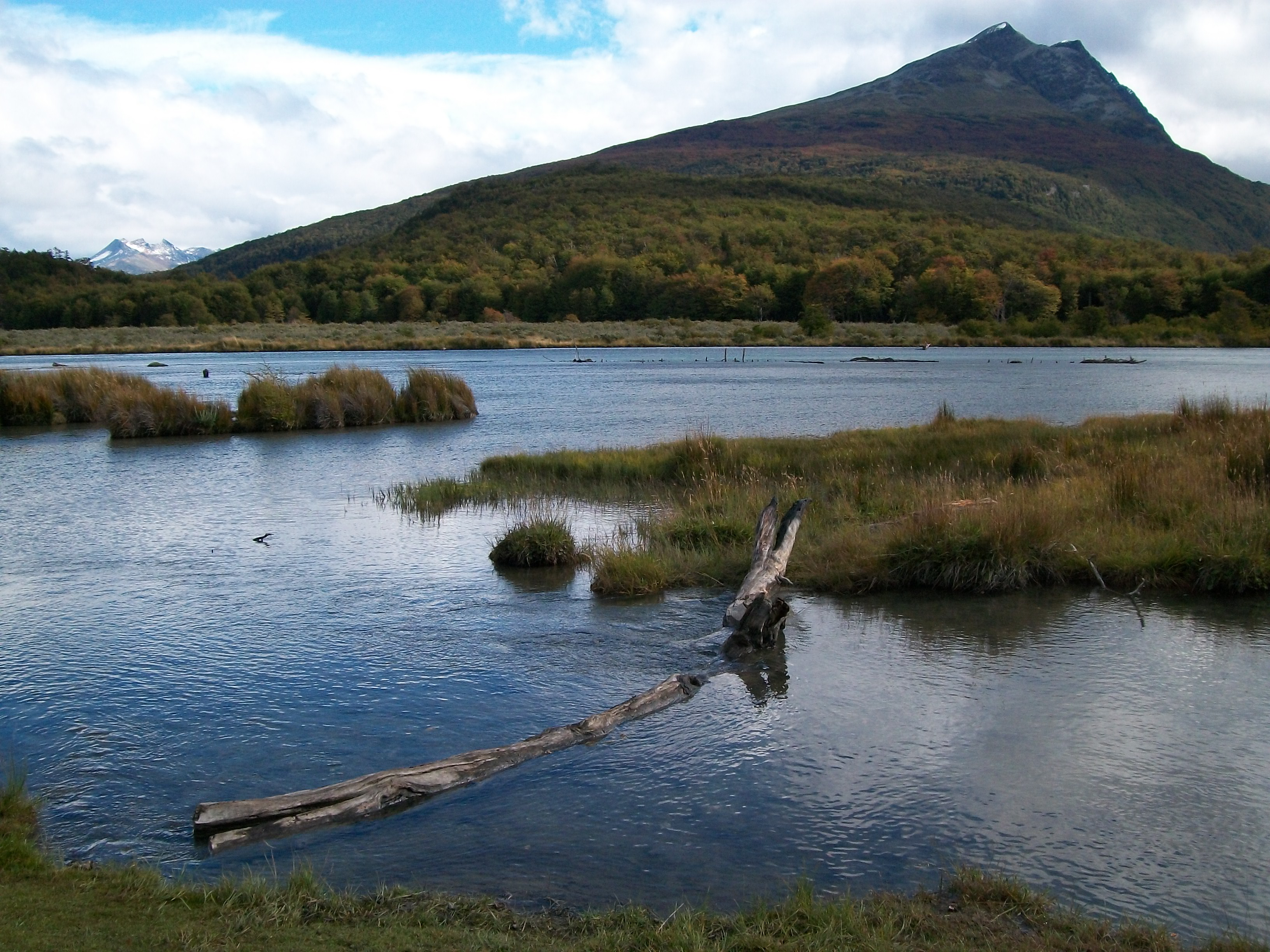
Riu Lapataia
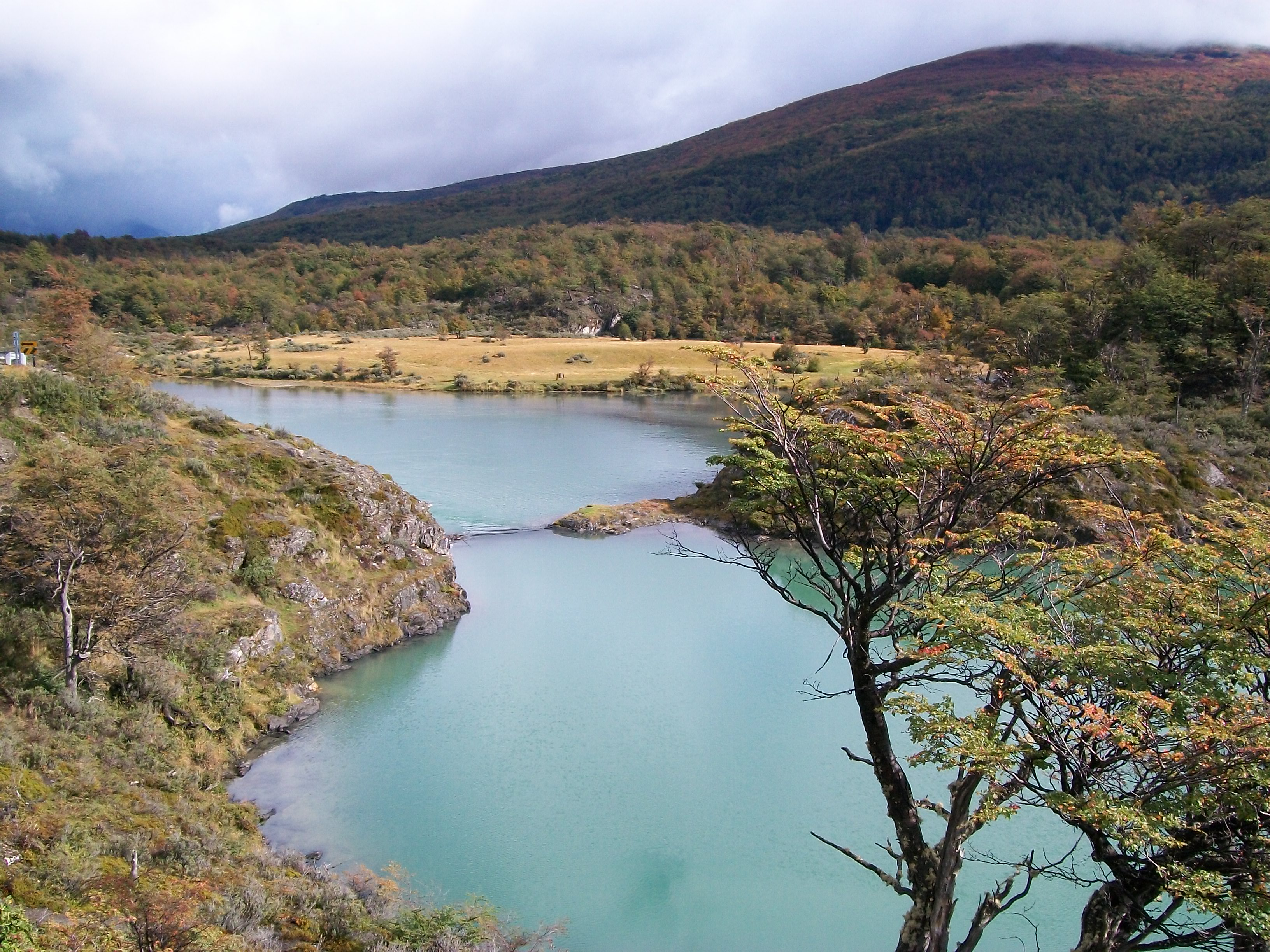
Riu Lapataia
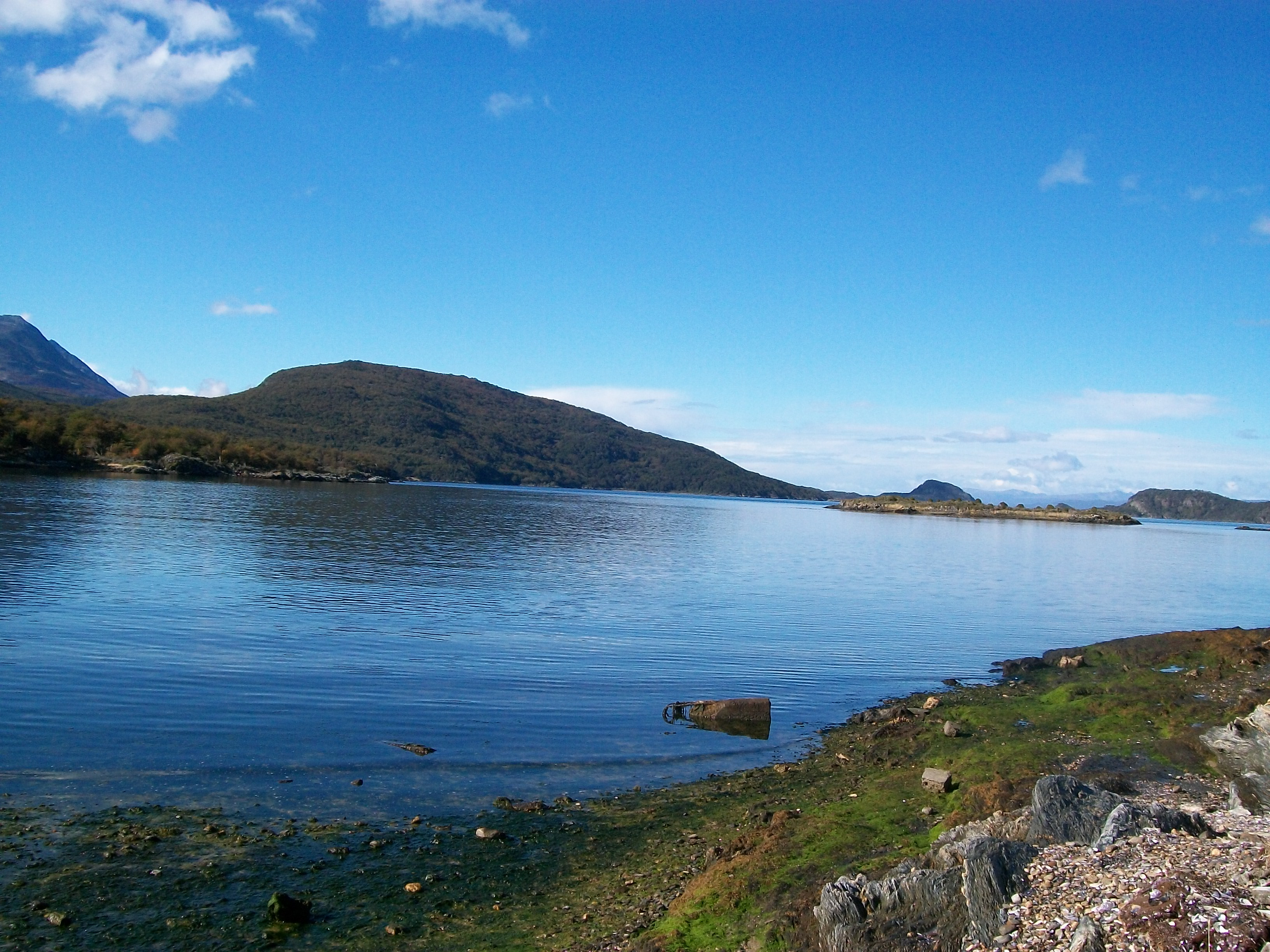
Badia Lapataia
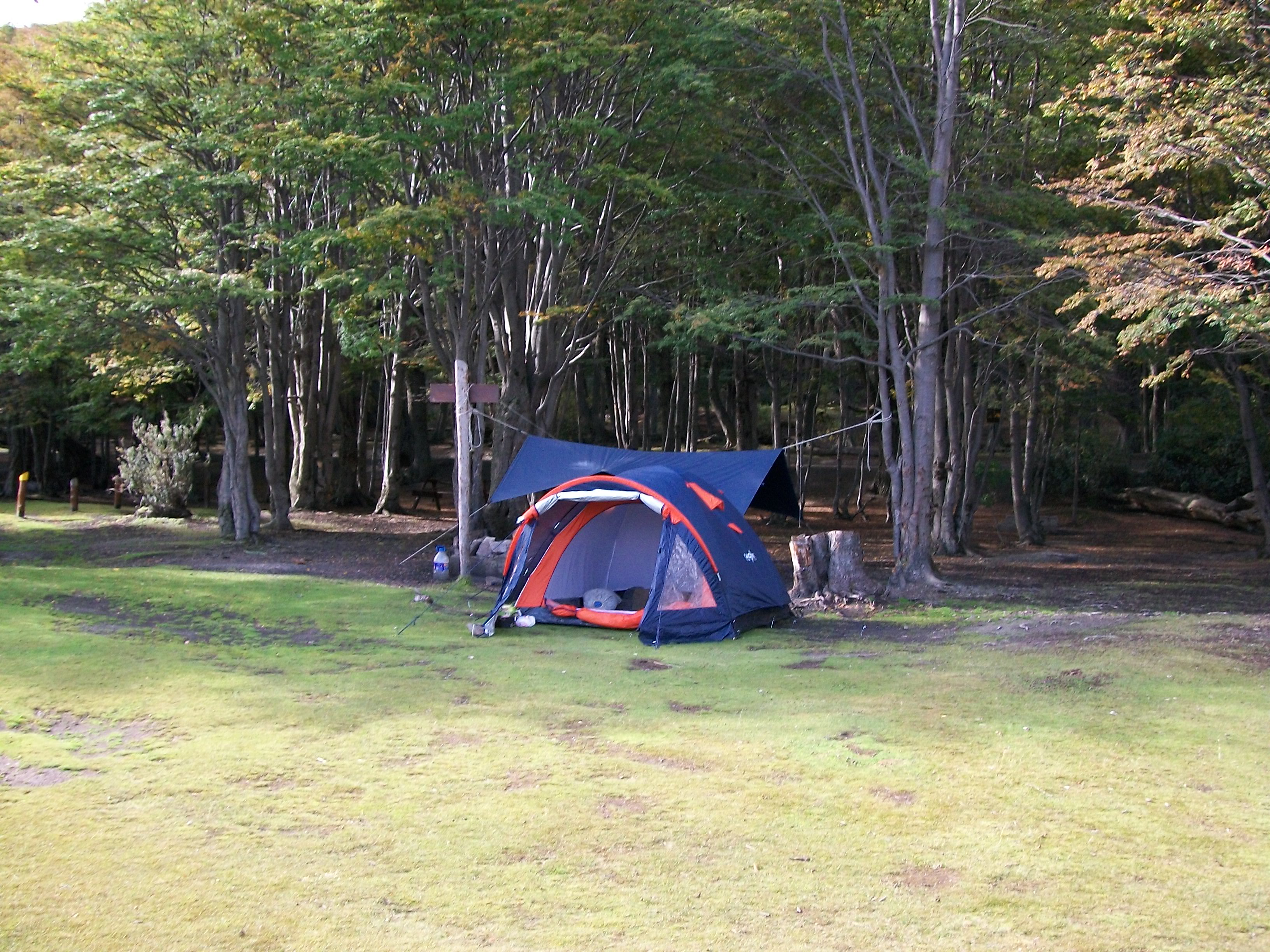
Zona d'acampada del llac Roca
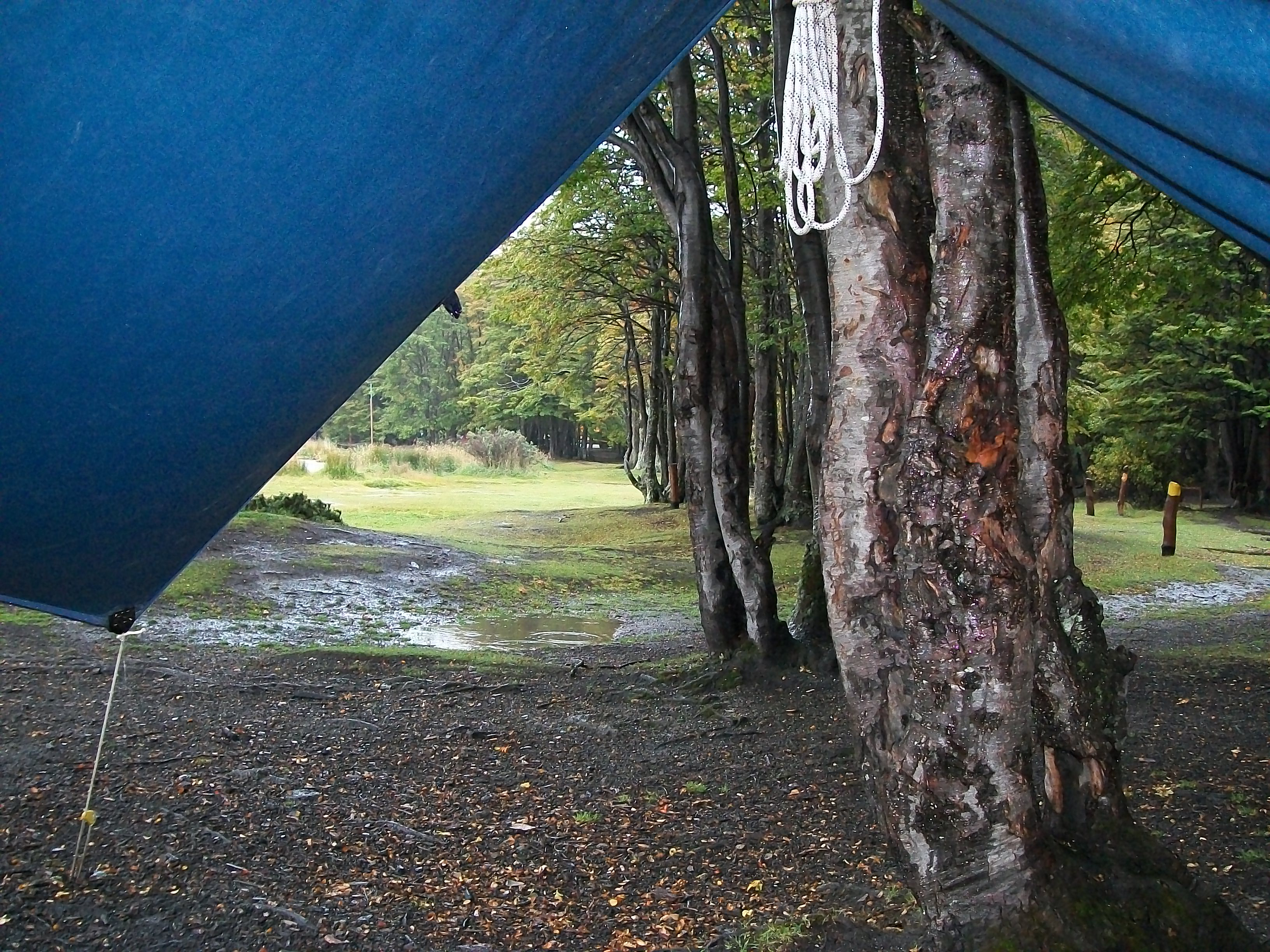
Zona d'acampada al llac Roca